# Mona-Lisa Pursiainen
Eivor Mona-Lisa Pursiainen, född Strandvall 21 juni 1951 i Kronoby, död 7 augusti 2000 i Grankulla, var en finlandssvensk sprinter. Pursiainen var särskilt framgångsrik år 1973 då hon hade de finländska rekorden på 100, 200 och 400 meter.

## Biografi
Mona-Lisa Pursiainens idrottsintresse vaknade då hon var nio år. Hon deltog i flera knattetävlingar och började träna målmedvetet då hon var 13 år. Hon forstrades i IK Kronan och representerade sedan Gamlakarleby IF. Pursiainen gjorde landslagsdebut  år 1965 som 14-åring i Köpenhamn och blev redan då rikskänd. Hon nådde den inhemska eliten tidigt och tog FM-guld i både 100 och 200 meter redan som 16-åring år 1967.
Pursiainen gick i Gamlakarleby svenska samlyceum och inledde gymnastiklärarstudier vid Helsingfors universitet efter studentexamen. Universitetsstudierna medförde att hon kunde delta i det så kallade studenternas OS, Universiaden i Moskva sommaren 1973. Där tog hon guld på 200 meter. Tiden 22,39 innebar finländskt rekord och hade en månad tidigare inneburit världsrekord. Pursiainen innehar fortfarande finländskt rekord på sträckan, det äldsta friidrottsrekordet för damer.
I Europamästerskapen i friidrott 1974 i Rom vann Mona-Lisa Pursiainen brons på 200 meter och silver på 4 x 400 meter stafettlöpning, med lagkamraterna Marika Eklund, Pirjo Wilmi och Riitta Salin. Stafettlagets silvertid 3.25,7 är fortfarande finländskt rekord. Damerna nådde OS-final två gånger, i München 1972 där de slutade sjua och i Montreal 1976 där de slutade sexa.

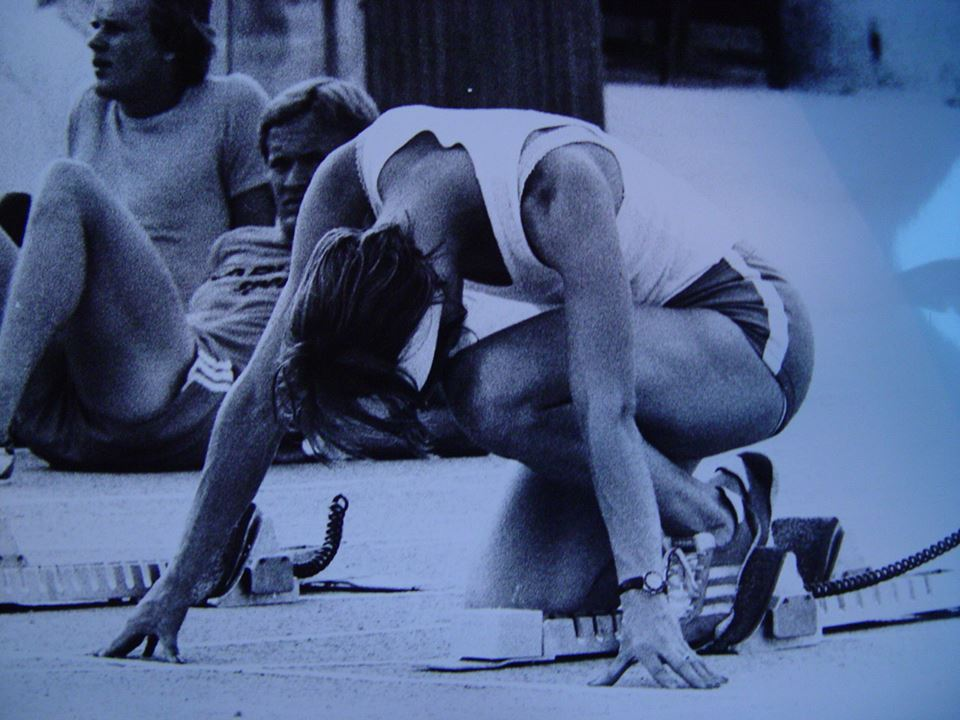
Mona-Lisa Pursiainen under EM i Rom 1974

Mona-Lisa Pursiainen var mycket känd i Finland under sin idrottskarriär och kallades "världens snabbaste skönhet". I en publikomröstning arrangerad av tidningen Viikkosanomat 1973 valdes hon till Finlands populäraste person. År 1974 blev Pursiainen utsedd till årets finländska idrottare av landets sportredaktörer. Hon var första kvinnliga idrottare att få priset sedan det stiftades 1947.

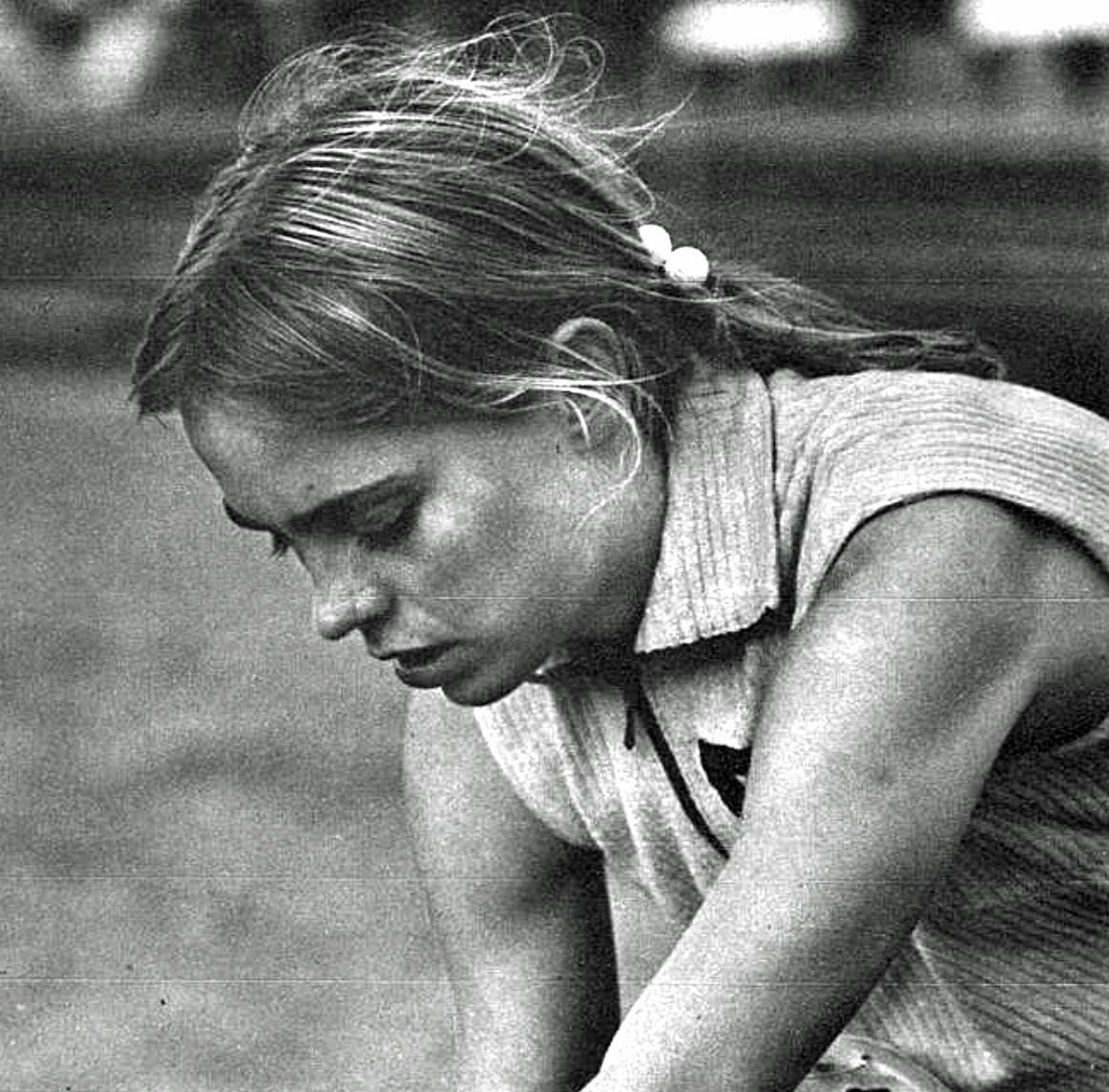
Mona-Lisa Pursiainen (då Strandvall) 1970.

Mona-Lisa Pursiainen tävlade på högsta nivå fram till år 1978, då hon som 27-åring avslutade karriären. Orsaken var skador och problem med fötterna och ryggen. Under sin idrottskarriär deltog Pursiainen i två olympiska spel, OS i München 1972 och OS i Montreal 1976, i fyra EM-tävlingar utomhus (1969–1978) och tre inomhus (1973–1976). På den tiden arrangerades inga VM-tävlingar i friidrott. Hon tog sammanlagt två EM-medaljer, fyra Universiadmedaljer, fjorton individuella FM-guld och tolv stafettguld.
Mona-Lisa Pursiainen arbetade senare som gymnastiklärare. Hon dog år 2000 i bröstcancer, 49 år gammal. 
År 2020 rankades Pursiainen som nummer 14 på Svenska Yle:s lista över Svenskfinlands 50 största idrottshjältar genom tiderna.

## Familj
Mona-Lisa växte upp som enda barn i en idrottsfamilj. Hon kom från ett helt svenskspråkigt hem, men lärde sig bra finska med åren. Hennes far Per Strandvall hade bland annat vunnit FM-silver på skidor. Farbror Börje Strandvall var sprinterlöpare och hade representerat Finland i OS i Los Angeles 1932 och i Berlin 1936, och hade innehaft de finländska rekorden på 100, 200 och 400 meter. Brödernas kusin Bertel Storskrubb var Europamästare på 400 meter häck 1946 och fjärde på 4 x 400 meter under Olympiska sommarspelen 1948.
År 1972 gifte sig Mona-Lisa med Pauli Pursiainen, som var finländsk mästare på 110 meter häck. Paret fick tre barn.

## Rekord
| 100 m | 11,0  | 29 augusti 1973    | Helsingfors |
| 100 m | 11,19 | 4 augusti 1973     | Warszawa    |
| 200 m | 22,39 | 20. augusti 1973   | Moskva      |
| 400 m | 51,27 | 16. september 1973 | Helsingfors |

Rekordet på 200 meter, 22,39, är fortfarande finländskt rekord på sträckan och det äldsta friidrottsrekordet för damer.